# Euphorbia sulcata
Euphorbia sulcata es una especie fanerógama perteneciente a la familia Euphorbiaceae. Es endémica de la región del Mediterráneo.

## Descripción
Es un planta anual, glabra. Tallos de hasta 8 cm, ramificados en la base. Hojas de hasta 8 x 4 mm; las superiores más grandes que las inferiores, sentadas, enteras, truncadas, mucronadas, cuneadas. Brácteas de hasta 8 x 3,5 mm, oblongas, truncadas, mucronadas. Bracteolas oblongas u osado-oblongas; ligeramente serruladas en la parte apical, mucronadas. Inflorescencia densa, con 3 radios divididos dicotómicamente hasta 5 veces. Glándulas transovadas, purpúreas, con cuernos más largos que ellas y púrpura-claras. Cápsulas de 1,7-1,8 mm, surcadas, lisas. Semillas de 1,3-1,4 x 0,8 mm, oblongoideas, con 6 surcos longitudinales, grises. Carúncula cónica, amarilla. Florece y fructifica en marzo.

## Distribución y hábitat
Se encuentra en pastos de terófitos, yermos, espartales, claros de matorral; prefiere los rellanos de peñascos calizoso yesosos; a una altitud de 0-900 m.  Centro y oeste de la región mediterránea.

## Taxonomía
Euphorbia sulcata fue descrita por Lens ex Loisel. y publicado en Flora Gallica (ed. 2) 1: 339. 1828.
Etimología
Euphorbia: nombre genérico que deriva del médico griego del rey Juba II de Mauritania (52 a 50 a. C. - 23), Euphorbus, en su honor – o en alusión a su gran vientre –  ya que usaba médicamente Euphorbia resinifera. En 1753 Carlos Linneo asignó el nombre a todo el género.
sulcata: epíteto latino que significa "surcada".
Sinonimia
- Esula sulcata (Lens ex Loisel.) Fourr.
- Euphorbia retusa (L.) Cav. [Illegitimate]
- Euphorbia sulcata var. maroccana Molero, Rovira & Vicens
- Keraselma retusa (L.) Raf.
- Tithymalus sulcatus (Lens ex Loisel.) Bubani[5]